# Шалахметов, Гадильбек Минажевич
Гадильбек Минажевич Шалахметов (9 июня 1943, остров Чистая Банка Камызякский район Астраханская область — 3 апреля 2024, Алма-Ата, Казахстан) — советский, казахстанский публицист, автор более 300 научных и публицистических статей, сценарист. Академик Казахстанской Национальной Академии Естественных наук (КазНАЕН). С 2009 года — заведующий кафедрой телерадио и связей с общественностью факультета журналистики и политологии Евразийского национального университета имени Л. Н. Гумилёва. Заслуженный деятель Казахстана (1996). Лауреат Премии Ленинского комсомола (1978).

## Образование
1961—1966 годы — студент металлургического факультета Казахского политехнического института.
1974—1976 годы — обучался на Высших курсах сценаристов и режиссёров (Москва).

## Карьера
В 1960—1961 годах — рабочий, затем — аппаратчик в Институте металлургии и обогащения АН Казахской ССР.
В 1961—1962 годах — плавильщик на Усть-Каменогорском свинцово-цинковом комбинате.
С 1964 по 1974 год работал в Алма-Атинской студии телевидения: редактором редакции обменных передач, редактором народного творчества, старшим редактором творческого объединения «Ровесники», Главным редактором Главной редакции молодёжных и детских программ, старшим редактором-заведующим отделом обмена телепрограммами Главной редакции местного телевидения и радиовещания.
С 1976 года — комментатор-обозреватель Главной редакции программ Казахского телевидения, затем переведен в студию «Казахтелефильм» на должность члена сценарно-редакционной коллегии.
В 1977—1982 годах — Главный редактор Главной редакции пропаганды Казахского телевидения.
В 1982—1983 годах — Главный редактор Госкино Казахской ССР.
С 1983 года — заместитель председателя Государственного комитета Казахской ССР по телевидению и радиовещанию, в феврале 1986 года назначен Председателем Гостелерадио Казахской ССР.
С мая 1990 года — заведующий отделом по связи с прессой и изучению общественного мнения Канцелярии Президента Казахской ССР, а с 1 января 1991 года — пресс-секретарь Президента Казахской ССР.
В 1991—1992 годах — первый заместитель Министра печати и массовой информации Казахской ССР — Председатель ГТРК «Казахстан».
В 1992 году — руководитель пресс-службы Президента Республики Казахстан.
В 1992—2002 годах — Председатель межгосударственной телерадиокомпании «Мир».
С 2000 года — внештатный советник Премьер-министра Республики Казахстан.
С 10 февраля 2003 по ноябрь 2004 года приказом Комитета государственного имущества и приватизации назначен президентом ОАО НК «Казахское информационное агентство „КазИнформ“».
В 2002—2004 годах — президент Казахского информационного агентства «Казинформ».
В 2004—2007 годах — депутат Мажилиса Парламента Республики Казахстан.
С июля 2007 по август 2009 года — советник президента АО «Самрук».
С 2009 года — заведующий кафедрой телевидения, радио и связей с общественностью Евразийского национального университета имени Л. Н. Гумилёва-  .
Главный редактор Казахстанского научно-информационного журнала «Менің Елім» и научно-публицистического журнала «Человек. Энергия. Атом».
Умер 3 апреля 2024 года в возрасте 80 лет в Алма-Ата.

## Награды

### Награды Казахстана
- Орден «Курмет» (8 декабря 2003 года).
- Медаль «10 лет Парламенту Республики Казахстан» (17 января 2006 года).
- Почётное звание «Қазақстанның еңбек сіңірген қызметкері» (9 декабря 1996 года).
- Золотая медаль Ассамблеи народа Казахстана «Бірлік»

### Награды России
- Медаль Пушкина (29 ноября 2007, Россия) — за большой вклад в распространение, изучение русского языка и сохранение культурного наследия, сближение и взаимообогащение культур наций и народностей[3].
- Медаль «В память 850-летия Москвы» (26 февраля 1997 года).

### Премии
- Лауреат Премии Ленинского комсомола за сценарий телефильма «Испытание»[4]. Фильм в том же году награждён премией Международного фестиваля кинодокументалистики в г. Лейпциге (1978).
- Лауреат премии Союза журналистов СССР за оригинальную творческую разработку цикла телепередач о Павлодарско-Экибастузском территориально-производственном комплексе (1982).

### Награды международных организаций
- Почётный знак «За заслуги в развитии культуры и искусства» (28 ноября 2013 года, Межпарламентская ассамблея СНГ) — за значительный вклад в формирование и развитие общего культурного пространства государств — участников Содружества Независимых Государств, реализацию идей сотрудничества в сфере культуры и искусства[5].

## Академическое звание
- Академик Казахстанской Национальной Академии Естественных наук (КазНАЕН).
- Член Международной Академии Телевидения и Радио (IATR)

## Членство в зарубежных ассоциациях
В 2001 году избран академиком Российской Академии естественных наук (РАЕН).
В 1996 году избран академиком Всемирного Клуба народов планеты.
В 1993 году избран заместителем Председателя Международной Федерации журналистских союзов (г. Москва).
С 1991 года член двусторонней США — СНГ Комиссии по политике телевидения (Картер-центр при Университете Эмори, Атланта, Джорджия).

## Творческая деятельность
1. Фотокнига «Каспий: нефть и культура». Издатель — РОО «Казахстанский союз дизайнеров». г. Алматы, ул. Гагарина, 83. — 2011.
2. «Формирование толерантности в полиэтничных регионах». Москва — Астана: Международный проект «Диалоговое партнерство», Министерство образования и науки АО, МИОО,МосУ МВД России, ЕНУ РК, Университет им. Дж. Неру, Евразийский фонд (Респ. Индия), при участии Университета Цинхуа, 2011, 335 с. (Шалахметов Г. М. входит в редакционная коллегию).
3. «Прорыв» — книга, научно-популярная (соавтор Искаков Н.). М.: МТРК «Мир», ООО ИИА «Евразия+», ГЖО «Воскресенье», 2008. — 240 с.
4. «Тележурналистика: теория и практика». — Астана, 2008. Статья: «Эффективный опыт работы Евразийского национального университета им. Л. Н. Гумилева Республики Казахстан по формированию толерантности».
5. «Принцип пирамиды» — книга, научно-популярная (соавтор Искаков Н.). М.: ООО ИИА «Евразия+», ГЖО «Воскресенье», 2004, 2007. — 208 с.
6. «Мир приносит счастье» — книга, публицистическая. М.: МТРК «Мир», ООО ИИА «Евразия+», ГЖО «Воскресенье», 2000. — 351 с.
7. «Алматы-Дели» — телемост. Алма-Ата: Казахское ТВ (ЦТВ) — Индийское ТВ, 1986.
8. "Операция «Ритм» — цикл телепередач. Алма-Ата: Казахское ТВ (ЦТВ), 1979—1982.
9. «Испытание» — документальный фильм. Алма-Ата: Казахское ТВ (ЦТВ), 1977.
10. «Пульс Земли» — документальный фильм. Алма-Ата: Казахское ТВ, 1973.
11. «Вслед за Красным караваном» — цикл телепередач. Алма-Ата: Казахское ТВ, 1972. — 22 ч.
12. «Ровесники» — цикл телепередач. Алма-Ата: Казахское ТВ, 1968—1972. — 200 ч.